# بخش بلوزرسکی، استان کورگان
بخش بلوزرسکی (به لاتین: Belozersky District) یک منطقهٔ مسکونی در روسیه است که در استان کورگان واقع شده‌است.